# Security Analysis
Security Analysis est un ouvrage de référence en analyse financière écrit par David Dodd et Benjamin Graham, deux économistes américains, publié aux États-Unis dès les années 1930.

## Théorie
Security Analysis part d'une approche pragmatique et déclare que « l’analyse de titre ne cherche pas à déterminer de manière exacte quelle est la valeur intrinsèque d’un titre. Elle doit seulement établir si la valeur est adéquate – par exemple pour protéger une obligation ou justifier l’achat d’une action – ou si la valeur est considérablement au-dessus ou considérablement en dessous du cours de Bourse».
Le livre recommande de prendre en compte une « marge de sûreté », dont le but est justement de se prémunir contre les erreurs d’estimation de la valeur intrinsèque d’un titre, action ou obligation.